# Johann Rabie
Johann Rabie (Montagu, Cap Occidental, 8 de març de 1987) és un ciclista sud-africà que fou professional del 2006 al 2012.

## Palmarès
- 2010
  - 1r al Dome 2 Dome Roadrace
  - Vencedor d'una etapa a la Jelajah Malaysia
- 2011
  - Vencedor d'una etapa a la Volta al Marroc
- 2012
  - 1r a la Pick n Pay Amashovashova National Classic